# كأس الأمير 2001–02
أقيمت بطولة كأس الأمير الأربعين في موسم 2001/2002، وقد شارك في تلك البطولة جميع الفرق.

## الفرق المشاركة
- نادي الشباب الكويتي
- نادي الفحيحيل
- نادي النصر الكويتي
- نادي اليرموك
- نادي كاظمة
- نادي التضامن الكويتي
- نادي خيطان
- نادي الصليبيخات
- نادي الساحل الكويتي
- نادي العربي الكويتي
- نادي القادسية الكويتي
- نادي الجهراء
- نادي الكويت
- نادي السالمية

## الدور التمهيدي
- نادي الشباب الكويتي × نادي الفحيحيل (2:3)
- نادي النصر الكويتي × نادي اليرموك (0:1)
- نادي كاظمة × نادي التضامن الكويتي (0:2)
- نادي خيطان × نادي الصليبيخات (1:2)
- نادي الساحل الكويتي × نادي العربي الكويتي (2:1)
- نادي الجهراء × نادي القادسية الكويتي (1:3)

## الدور الربع نهائي
- نادي الشباب الكويتي × نادي خيطان (5:4) ضربات جزاء ترجيحية.
- نادي الكويت × نادي النصر الكويتي (1:2)
- نادي الجهراء × نادي العربي الكويتي (3:4) ضربات جزاء ترجيحية.
- نادي السالمية × نادي كاظمة (0:1)

## الدور النصف نهائي
- نادي السالمية × نادي الجهراء (1:0)
- نادي الكويت × نادي خيطان (0:1)

## مباراة تحديد المركزين الثالث والرابع
- نادي السالمية × نادي خيطان (3:4)

## النهائي
- نادي الكويت × نادي الجهراء (0:1)

سجل هدف الكويت :
- خلف السلامة

## هداف البطولة
- فرج لهيب (الكويت) هدفين.